# Campanula rupicola
Campanula rupicola är en klockväxtart som beskrevs av Pierre Edmond Boissier och Wilhelm von Spruner. Campanula rupicola ingår i släktet blåklockor, och familjen klockväxter. Inga underarter finns listade i Catalogue of Life.